# Ratio Studiorum

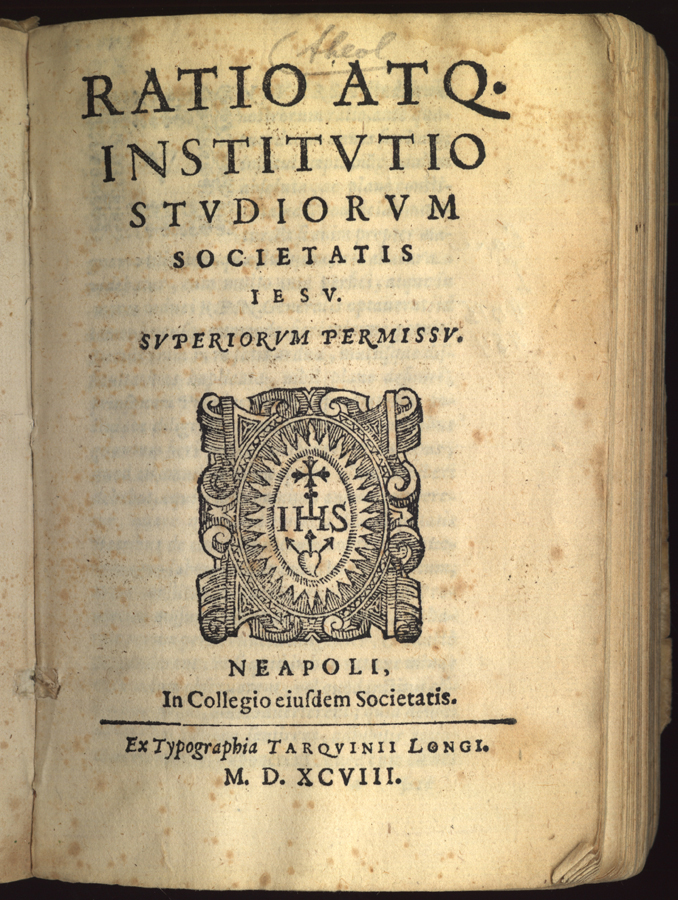
La Ratio Studiorum nell'edizione datata 1598 ma edita nel 1599

La Ratio Studiorum (dal latino "piano di studio") è il documento che formalmente stabilì delle regole relativamente alla formazione dei gesuiti nel 1599. Il suo titolo completo è Ratio atque Institutio Studiorum Societatis Iesu ("Programma scolastico ufficiale della Compagnia di Gesù").
Il lavoro è il prodotto di molti autori, ma è soprattutto lo sforzo di un gruppo internazionale di accademici della scuola dei gesuiti di Roma, il Collegio Romano.

## Storia
La Compagnia di Gesù, quando venne fondata, non aveva inizialmente previsto la creazione di una rete di scuole, ma ben presto divenne progressivamente coinvolta nell'attività educativa. Le molte scuole riprese o avviate dalla Compagnia nei suoi primi decenni avevano bisogno di piani di studio (rationes). Inoltre, un numero crescente di giovani uomini entrarono nella Compagnia e necessitavano di una educazione di fondo richiesta per il servizio sacerdotale, e la Compagnia iniziò ad assumere un ruolo sempre maggiore nella direzione del proprio programma formativo. Per questi due motivi, crebbe un grande desiderio di un piano standard per l'istruzione in tutte le scuole della Compagnia.
Dal 1541 si susseguirono vari testi prescrittivi riguardanti l'organizzazione dei collegi che la Compagnia apriva negli anni centrali del Cinquecento: dalla Fundación de collegio del 1541 ai Capituli et ordinationi delli nostri scolari de Padova del 1545, dalle Constitutiones que en los collegios de la Compañía de Jesú se deven observar del 1550 alle Constitutiones del collegio de Meçina del 1548.
Il più importante di questi primi regolamenti è la cosiddetta "Ratio borgiana" del 1569, che tuttavia riguardava solo i collegi inferiori e non gli studi filosofici e teologici.
Nel 1581, sotto il generalato di Claudio Acquaviva, venne nominata una commissione di dodici padri gesuiti che doveva stabilire anche per gli studi filosofici e teologici un programma uguale per tutte le scuole della Compagnia, ma non giunse ad un risultato soddisfacente. Nel 1584 venne creato un nuovo comitato di sei gesuiti: Juan Azor (Spagna), Gaspar González (Portogallo), James Tyrie (Scozia), Pierre Busée (Paesi Bassi), Anthony Ghuse (Fiandre) e Stefano Tuccio (Sicilia). Questo comitato produsse una bozza, la Ratio del 1586, che venne pubblicata a Roma presso la stamperia del Collegio Romano, e venne inviata alle varie province gesuitiche per ricevere i commenti da parte dei docenti.
In base a tali osservazioni fu redatto un nuovo testo, detto dagli studiosi 1586/B, che tuttavia non fu mai pubblicato. Si scelse invece di porre mano a una revisione del testo del 1586. 
La revisione iniziò nel 1588 e terminò nel 1591 con la pubblicazione della seconda edizione ampliata della Ratio Studiorum, sempre presso la stamperia del Collegio Romano.
Nemmeno il testo del 1591 fu ritenuto definitivo, si scelse infatti di sottoporre il programma scolastico in esso contenuto ad un periodo di sperimentazione di tre anni. Vi furono ancora anni di rielaborazione e nel 1599 il testo fu riscritto in forma più breve e pratica, e pubblicato a Napoli. Questo testo venne ufficialmente promulgato.
Nel 1616 vennero effettuate le ultime modifiche e il testo approvato in tale occasione rimase in vigore fino alla soppressione della Compagnia nel 1773.
Dopo la ricostituzione dell'ordine, nel 1832 venne promulgata una nuova edizione, modificata, della Ratio Studiorum.

## Collegi
La Compagnia di Gesù inizialmente non si proponeva di operare nel campo dell'educazione.
In questi primi anni i collegi gesuitici erano dei meri internati per i membri della Compagnia che seguivano le lezioni universitarie a Parigi, Padova, Colonia, Alcalà, Coimbra, Valencia, Lovanio. Avendo tuttavia constatato l'inadeguatezza delle università dell'epoca, la Compagnia decise di integrare l'insegnamento universitario con lezioni ed esercitazioni.
Successivamente, su richiesta di alcuni vescovi, furono istituiti collegi aperti agli studenti non destinati ad entrare nell'ordine: il primo fu quello di Gandia, nel 1545; seguì quello di Messina, nel 1548; infine, nel 1551 il Collegio Romano.
Negli anni seguenti furono fondati i collegi di Palermo, Napoli, Salamanca, Valladolid, Lisbona, Billom, Vienna, Ingolstadt, Monaco, Innsbruck, Praga (Clementinum), Douai, Bruges, Anversa, Liegi, e vennero aperti agli studenti esterni quelli di Colonia, Alcalà, Parigi (Collège de Clermont).
Cento anni dopo la fondazione dell'ordine, i gesuiti gestivano 444 scuole e nel 1739 esse erano giunte al numero di 669.
La Ratio Studiorum indicava anche i compiti dei diversi responsabili d'istituto. A capo di ogni collegio c'era un rettore, dal quale dipendevano due prefetti, il prefetto agli studi, tendenzialmente incaricato di sopraintendere agli studi superiori (filosofia e teologia), ed uno specificamente addetto agli studi inferiori.
Vi erano norme specifiche anche per i bidelli.
Le regole per gli studenti erano distinte fra quelle per gli alunni interni appartenenti alla Compagnia e quelle per gli studenti esterni.

## Programma scolastico
Il corso di studi durava circa tredici anni: il corso inferiore durava sei anni (in quanto l'ultimo anno veniva spesso ripetuto), seguivano i tre anni del corso di filosofia e i quattro del corso di teologia.

### Corso inferiore
Il corso inferiore, successivo alle scuole elementari, durava cinque anni così articolati: tre classi di grammatica (inferiore, media e superiore), una di umanità e una di retorica. Per ogni classe c'era un professore apposito.
Nelle tre classi di grammatica le materie insegnate erano le lingue e letterature classiche, latina e greca. Per quanto riguarda il latino era precisato che la grammatica doveva essere insegnata seguendo il testo del gesuita Emmanuele Alvarez, mentre le letture dovevano essere tratte soprattutto da Cicerone.
Nelle classi di grammatica si doveva anche imparare a memoria la dottrina cristiana, seguendo i catechismi dei gesuiti Pier Canisio e Roberto Bellarmino.
La classe di umanità era propedeutica allo studio della retorica, perciò il professore insegnava le basi dell'eloquenza sulla base delle opere di Cipriano, ed inoltre doveva arricchire il linguaggio e l'erudizione degli allievi.
Nella classe di retorica il professore insegnava le tecniche oratorie e la poetica. I libri di testo indicati erano le opere oratorie di Cicerone, nonché la Retorica e la Poetica di Aristotele. Fra gli autori greci indicati a modello, oltre a quelli classici, erano previsti grandi predicatori cristiani come San Giovanni Crisostomo, San Gregorio Nazianzeno e San Basilio.

### Corso di filosofia
Il corso di filosofia durava tre anni. Le materie insegnate erano la filosofia, la filosofia morale e la matematica.
Lo studio della filosofia si svolgeva lungo i tre anni, prendendo a base le opere di Aristotele: nel primo anno si studiavano prevalentemente le opere di logica, nel secondo quelle di fisica e nel terzo quelle metafisiche.
Anche le lezioni di filosofia morale prendevano a riferimento Aristotele, studiandone le opere etiche.
La classe di matematica consisteva nello studio degli Elementi di Euclide.

### Corso di teologia
Il corso di teologia durava quattro anni. Le materie insegnate erano sacra scrittura, ebraico, teologia scolastica e casistica, l'odierna teologia morale. Tutti i professori dovevano essere seguaci della teologia di San Tommaso.
Lo studio della teologia scolastica durava quattro anni ed era impartito da due o tre diversi professori. Poiché il testo di riferimento era la Summa Theologiae di San Tommaso, la suddivisione del programma scolastico fra i professori e per anni scolastici, era fatta indicando i capitoli di quest'opera.
Nello studio della casistica non era indicato un testo di riferimento. Ognuno dei due professori teneva un corso biennale, uno seguiva l'ordine dei sette sacramenti, l'altro quello dei dieci comandamenti.
Lo studio della sacra scrittura era esplicitamente orientato a dimostrare la validità della Vulgata, la versione latina della Bibbia che era adottata dalla Chiesa Cattolica. Si doveva mostrare rispetto verso la versione dei Settanta, la versione greca della Bibbia adottata dalle Chiese Ortodosse. Le altre versioni greche e latine della Bibbia, come quelle siriaca (Peshitta) e caldee (Targumim) dovevano essere prese in considerazione soprattutto per sottolinearne gli errori.
Analogamente, nell'insegnamento dell'ebraico era importante dimostrare la correttezza della Vulgata.

## Metodo d'insegnamento
La Ratio studiorum è molto dettagliata nello spiegare come debbano essere organizzate le giornate degli studenti e come si debbano tenere le singole lezioni.
Il regolamento scolastico indica anche le vacanze da osservare: poche in estate, ma frequenti durante l'anno in occasione delle festività religiose (una settimana a Natale, gli ultimi giorni di Carnevale, due settimane per Pasqua, tre giorni per la Pentecoste, Corpus Domini, Commemorazione dei defunti).
Così come specifica che i voti agli alunni possono essere sintetizzati in una scala numerica da 1 a 6.
Gli studenti devono parlare fra di loro in latino, eccetto che durante la ricreazione e le vacanze.
Uno dei principi più caratteristici della didattica gesuitica è quello della ripetizione, come metodo per assimilare la materia di studio. La ripetizione è prevista a vari livelli: nel pomeriggio gli studenti devono ripetere quanto appreso al mattino; nel secondo semestre si ripete quanto imparato nel primo; all'inizio di ogni anno scolastico si ricapitola quanto studiato in quello precedente.
L'altro principio didattico tipico della Ratio è quello della competizione. Per i corsi superiori di teologia e filosofia sono previsti diversi livelli di disputationes: settimanali, mensili, parziali e di fine anno, in cui gli studenti migliori sostengono tesi opposte davanti a un pubblico, che nelle disputationes di fine anno comprende anche personalità estranee al collegio.Nelle classi del corso inferiore erano previsti premi di composizione in prosa e in poesia, sia in latino che in greco.
Essendo importante imparare a parlare in pubblico, sono previste declamazioni di orazioni di autori classici, così come rappresentazioni teatrali (purché in latino, di argomento sacro e senza personaggi femminili).

## Congregazioni mariane e accademie
La Ratio si occupa anche del tempo libero degli studenti, indirizzandolo sia verso la spiritualità, sia verso l'approfondimento culturale
.Per quanto riguarda la spiritualità, l'istituzione principale è la congregazione mariana, in qualche collegio dedicata all'Annunciazione, che sul modello del Collegio Romano dev'essere promossa in ogni collegio, su base volontaria.
L'approfondimento culturale era invece affidato alle cosiddette "accademie", cui sono dedicati vari capitoli della Ratio: si trattava di associazioni fra studenti, riuniti per classi. Di base erano previste tre accademie: quella degli studenti di teologia e filosofia, quella degli studenti di retorica e umanità e quella degli studenti di grammatica.
L'accesso all'accademia era riservato agli studenti migliori, ma era condizione di ammissione l'appartenenza alla congregazione mariana.
Le attività che si tenevano nelle accademie erano simili a quelle svolte a lezione: spiegazioni, dispute, ripetizioni, declamazioni.